# Panorpa nanwutaina
Panorpa nanwutaina är en näbbsländeart som beskrevs av Chou in Chou, Ran och Wang 1981. Panorpa nanwutaina ingår i släktet Panorpa och familjen skorpionsländor. Inga underarter finns listade i Catalogue of Life.